# Altendresden

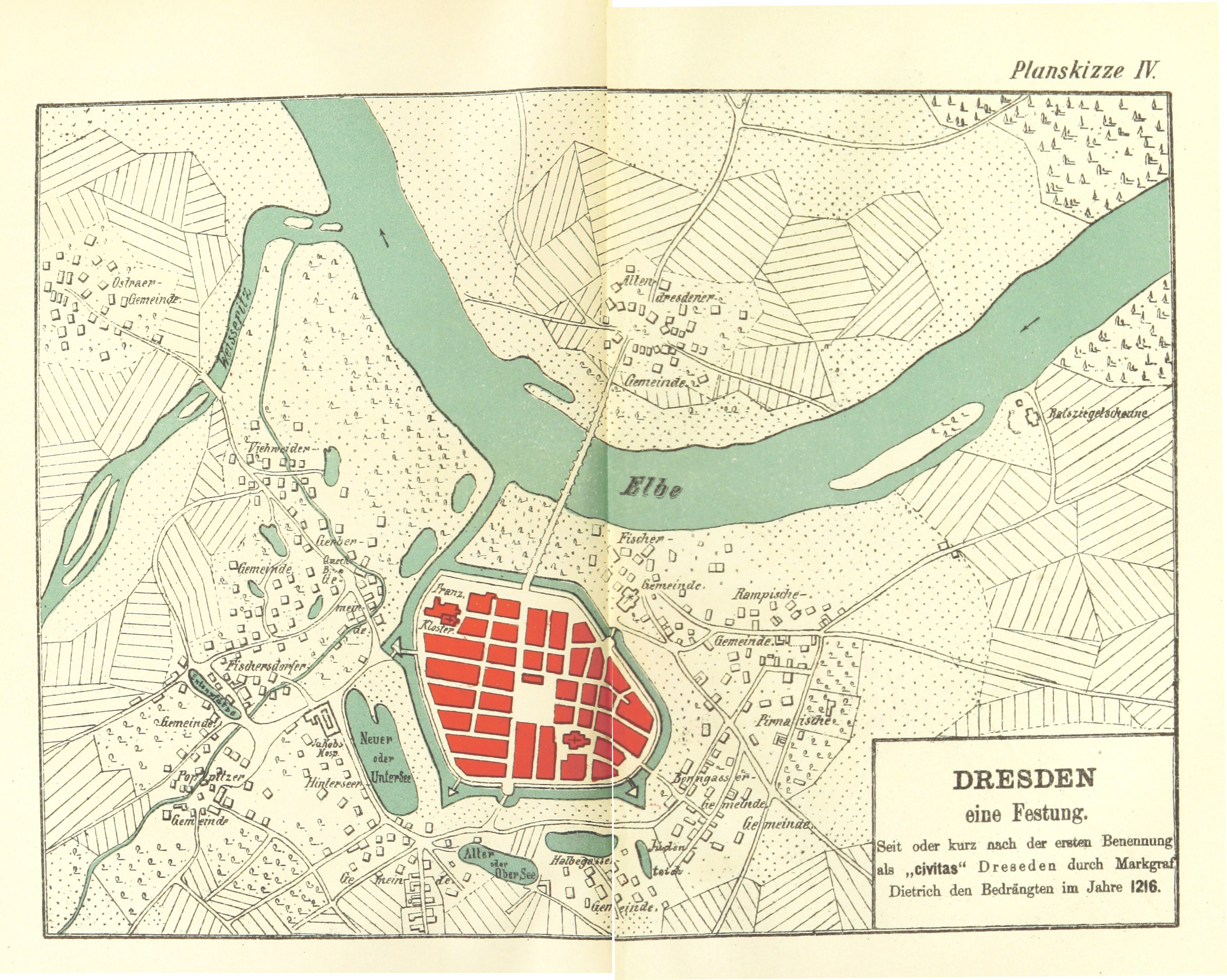
Dresden en de gemeente Altendresden in de dertiende eeuw

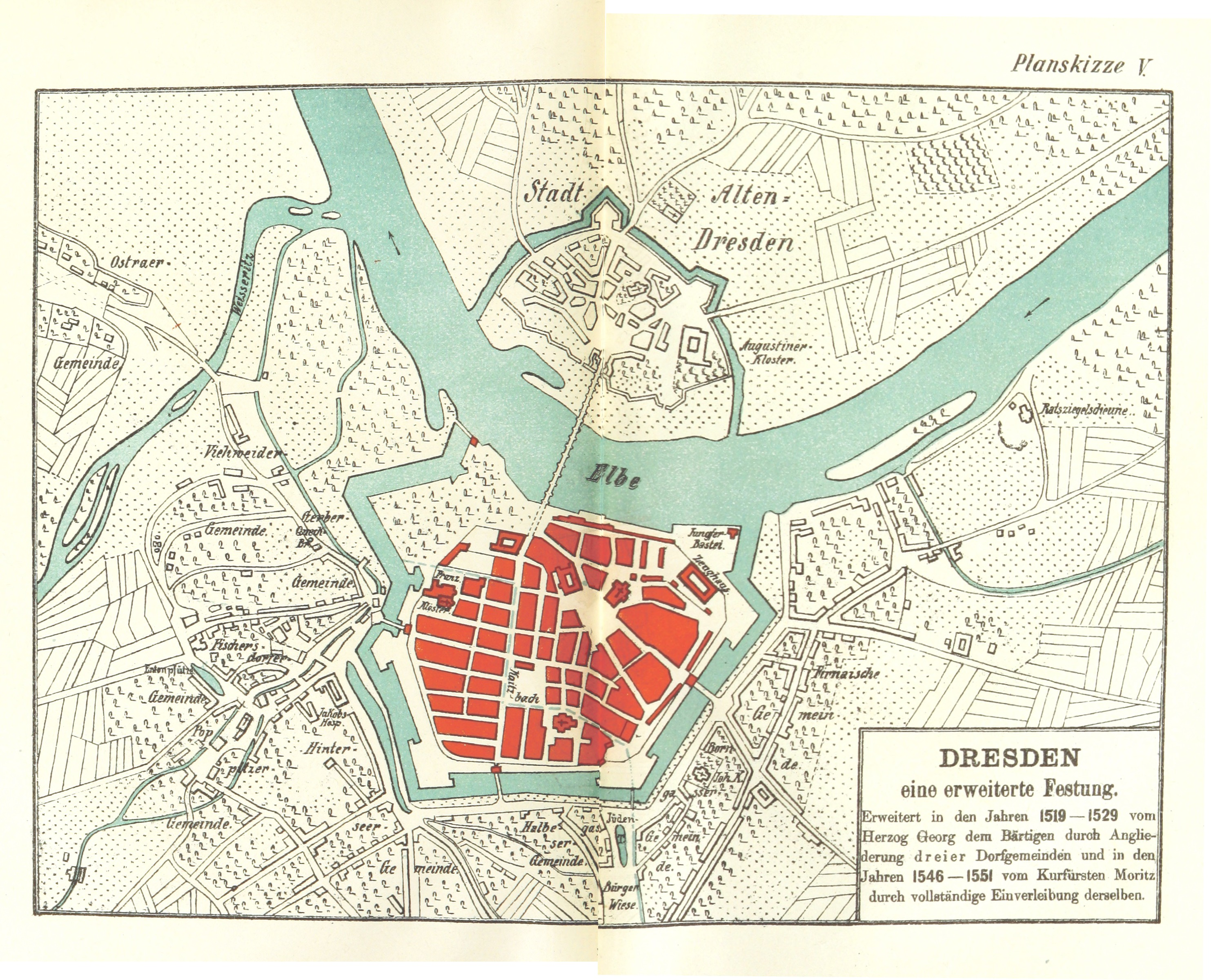
Dresden en de stad Altendresden in de zestiende eeuw

Altendresden is de naam van twee oorspronkelijk slavische nederzettingen in het Keurvorstendom Saksen zowel links als rechts van de Elbe. Vanaf de veertiende eeuw wordt enkel nog het deel rechts van de Elbe als Altendresden bestempeld. In 1549 werd Altendresden met Dresden verenigd. Altendresden was gelegen in de westelijke helft van de huidige Innere Neustadt. 

## Ontwikkeling tot stad
Op 21 december 1403 verleende Markgraaf Willem I van Meißen Altendresden het ‘’Bürger- und Weichbildrecht’’. Dit waren geen volledige stadsrechten, zoals Dresden aan de andere kant van de Elbe er reeds bezat. Er werd een eigen parochiekerk gebouwd, de Driekoningenkerk. De huidige Neustädter Markt was het middelpunt van de plaats. Ter vergelijking met Dresden bleef Altendresden kleiner en onbeduidender. Rond 1500 waren er ongeveer 1000 inwoners en pas in de zestiende eeuw kwam er een stadsmuur. Tijdens de Schmalkaldische Oorlog werd de stad geplunderd. 
Op 29 maart 1549 werd door keurvorst Moritz de samenvoeging van Dresden en Altendresden bevolen. Dit stuitte op verzet van de toenmalige burgemeester van Altendresden, die bij de keurvorste pleitte om zijn beslissing te herroepen, maar hij liet de burgemeester in de gevangenis gooien voor een week en liet hem zweren zich niet meer te verzetten alvorens vrijgelaten te worden. Op 18 augustus 1550 werd de samenvoeging formeel. De naam Altendresden bleef nog tot 1700 in gebruik. Als stadsdeel van Dresden verzond Altendresden in de anonimiteit. De wekelijkse markt werd verplaatst naar Dresden. 

## Stadsbrand
Op 6 augustus 1685 brak er in een woonhuis brand uit, waaruit zich een stadsbrand ontwikkelde die Altendresden vrijwel volledig verwoestte. 336 huizen gingen in de vlammen op, het Jägerhof, het raadhuis en enkele woningen bleven gespaard. Onder keurvorst Johan George III werd begonnen met de heropbouw en werd door Frederik August I verder gezet. Een keurvorstelijk patent uit 1732 herbenoemde het stadsdeel Neue Stadt bey Dresden, waaruit later de benaming Neustadt voortkwam.